# Augustyn Domes
Augustyn Lambert Domes (ur. 8 kwietnia 1895 w Jarosławiu, zm. 18 października 1969 w Wiedniu) – pułkownik pilot Wojska Polskiego, kawaler Orderu Virtuti Militari.

## Życiorys
Syn Augustyna i Zofii z Schönemanów. Uczył się rodzinnym Jarosławiu, a potem w Przemyślu. Następnie wstąpił do Wojskowej Szkoły Realnej w Kismarton, którą ukończył w 1912 roku. Rozpoczął studia w Terezjańskiej Akademii Wojskowej, którą ukończył w 1915 roku. Jako podporucznik otrzymał przydział do 32 pułku piechoty Obrony Krajowej (w 1917 przemianowany na pułk strzelców nr 32), w składzie którego walczył od 1 maja 1915 do 1 maja 1917 na foncie wschodnim. Od 1 maja do 1 lipca 1917 roku odbył przeszkolenie na kursie obserwatorów lotniczych w szkole w Wiener Neustadt. Po zakończeniu szkolenia latał bojowo w składzie Fliegerkompagnie 5 na froncie włoskim. Odbył kurs pilotażu, po którym został mianowany dowódcą Fliegerkompagnie 43. Podczas I wojny światowej, w formacjach c. i k. lotnictwa wykonał 96 lotów bojowych w czasie 240 godzin. Na stopień podporucznika został mianowany ze starszeństwem z 15 marca 1915, a na stopień porucznika ze starszeństwem z 1 listopada 1916.
1 listopada 1918 roku wstąpił do odrodzonego Wojska Polskiego. Jako wyszkolony pilot z doświadczeniem bojowym otrzymał 1 maja 1919 roku przydział do I Niższej Szkoły Pilotów, gdzie służył do 20 kwietnia 1920 na stanowisku szefa pilotażu. Następnie 21 kwietnia 1920 otrzymał przydział na stanowisko dowódcy 1 eskadry wywiadowczej, z którą wyruszył na front wojny polsko-bolszewickiej, gdzie wykonywał zadania na korzyść wojsk 1 Armii Rezerwowej.
10 czerwca 1920 roku wyróżnił się dowodząc atakiem na mosty pontonowe na Dźwinie w Połocku. Atak, przeprowadzony silami dwóch samolotów, zakończył się uszkodzeniem mostów. Brał udział w lotach bojowych do zakończenia działań wojennych. Obowiązki dowódcy eskadry pełnił do 6 listopada 1921 i w tym samym dniu otrzymał awans na stopień kapitana.
7 listopada 1921 rozpoczął służbę w 3 pułku lotniczym w Poznaniu. 15 grudnia 1921 roku został przeniesiony do Wyższej Szkoły Pilotów w Grudziądzu na stanowisko szefa pilotażu, które wykonywał do 12 czerwca 1924. 2 kwietnia 1924 otrzymał awans na stopień majora. Od 13 czerwca 1924 w Centralnych Zakładach Lotniczych był kierownikiem działu. W styczniu 1925 został przydzielony z Centralnych Zakładów Lotniczych do Departamentu IV Żeglugi Powietrznej Ministerstwa Spraw Wojskowych na stanowisko kierownika referatu. W maju 1926 został wyznaczony na stanowisko zastępcy dowódcy 2 pułku lotniczego w Krakowie. 23 stycznia 1929 został mianowany na stopień podpułkownika ze starszeństwem z dniem 1 stycznia 1929 roku i 1. lokatą w korpusie oficerów lotnictwa. W kwietniu tego roku został przeniesiony do 6 pułku lotniczego we Lwowie na stanowisko dowódcy pułku. W czerwcu 1934 roku został przeniesiony do dyspozycji szefa Departamentu Aeronautyki MSWojsk. Rozpoczął pracę w Ministerstwie Komunikacji jako szef wydziału Przysposobienia Wojskowego i Sportu. Na stopień pułkownika został mianowany ze starszeństwem z dniem 19 marca 1938 i 1. lokatą w korpusie oficerów lotnictwa, grupa liniowa. W dyspozycji dowódcy Lotnictwa MSWojsk. pozostawał do 1939.
W trakcie II wojny światowej przedostał się na Zachód. Po wojnie pozostał na emigracji i zamieszkał w Wiedniu. Zmarł tam 18 października 1969 roku.

## Ordery i odznaczenia
Za swą służbę otrzymał odznaczenia:
- Krzyż Srebrny Orderu Wojskowego Virtuti Militari nr 8086 (27 lipca 1922)[20] „za okazaną odwagę i męstwo”
- Krzyż Oficerski Orderu Odrodzenia Polski (15 czerwca 1939)[16]
- Krzyż Walecznych
- Złoty Krzyż Zasługi (10 listopada 1928)[21]
- Medal Pamiątkowy za Wojnę 1918–1921
- Medal Dziesięciolecia Odzyskanej Niepodległości
- Polowa Odznaka Pilota nr 10
- Krzyż Komandorski z Gwiazdą Orderu Feniksa (Grecja, 1937)[22]
- Srebrny Medal Zasługi Wojskowej z mieczami na wstążce Krzyża Zasługi Wojskowej (Austro-Węgry)[23]
- Brązowy Medal Zasługi Wojskowej z mieczami na wstążce Krzyża Zasługi Wojskowej (Austro-Węgry)[23]
- czechosłowacka Odznaka Pilota (1929)[24]
- rumuńska Odznaka Pilota (1930)[25]